# Karl Ludwig von Pöllnitz
Karl Ludwig, baron von Pöllnitz (ur. 25 lutego 1692 w Issum, zm. 23 czerwca 1775 w Berlinie) – niemiecki pisarz i awanturnik.
Jego ojciec Wilhelm Ludwig von Pöllnitz (zm. 1693), służył w armii Wielkiego Elektora, więc większość dzieciństwa Karl spędził na berlińskim dworze.
Pöllnitz był gotów służyć każdemu i nie miał skrupułów. Zwiedził wiele europejskich stolic i dworów. Służył w armii Austrii i Hiszpanii. Po całej Europie poszukiwał bogatych wdów i uciekał przed wierzycielami.

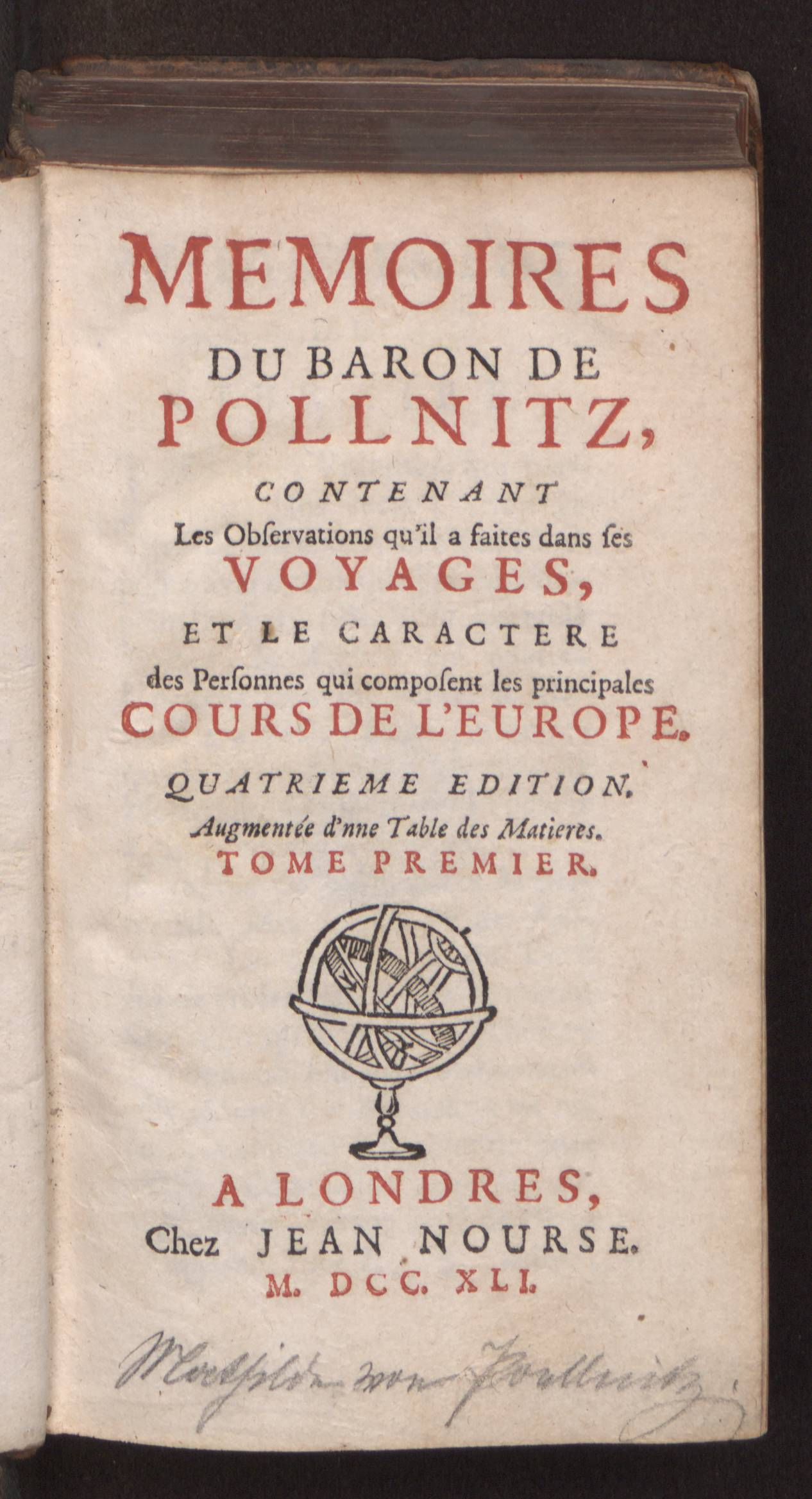
Memoires du baron de Pollnitz, 1741

Powróciwszy do Berlina w roku 1735 otrzymał stanowisko na dworze Fryderyka Wilhelma I, który bardzo go lubił i cenił. Od 1740 zatrudniał go Fryderyk Wielki, z którym potem się poróżnili i sprawiali sobie złośliwe żarty. Pöllnitz wspomniał raz, że: "wolałby służyć świniom niż Prusakom". Pöllnitz zmarł w Berlinie 23 stycznia 1775 roku.
Pamiętniki Pöllnitza: Mémoires (wydane w Liège – 1734), szybko przetłumaczone na język niemiecki (Frankfurt nad Menem, 1735), stanowią interesujące źródło na temat jego epoki, choć zawarte w nich fakty są często fałszywe lub naciągane. Napisał też: Nouveaux mémoires (Amsterdam, 1737), Etat abrégé de la cour de Saxe sous le règne d'Auguste III. (Frankfurt, 1734; tłum. niemieckie Wrocław, 1736) i Mémoires pour servir a l'histoire des quatres derniers souverains de la maison de Branderibourg, opublikowane przez F. L. Brunna w Berlinie w roku 1791 i w tym samym roku przetłumaczone na niemiecki.
Najbardziej znaną jego książką jest La Saxe Galante (Amsterdam, 1734), źródło do historii życia prywatnego Augusta Mocnego.
Inne jego dzieła to: Histoire secrete de la duchesse d'Hanovre, épouse de Georges I (Londyn, 1732). W roku 1738 Anglicy zaczęli tłumaczyć jego Mémoires (Londyn, 1738-1739).
Jego krewnym był Wilhelm Albert Christian von Pöllnitz, którego stany saskie wysłały w 1707 roku do Holandii.